# 伊原陵人
伊原 陵人（いはら たかと、2000年8月7日 - ）は、奈良県橿原市出身のプロ野球選手（投手）。左投左打。阪神タイガース所属。

## 経歴

### プロ入り前
小学校1年から父と兄の影響で野球を始めた。だが、練習に対する辛さや試合へのプレッシャーから逃げたいという気持ちが強かったため、橿原市立八木中学校に入学すると野球を辞めて友人とともに柔道部に入部した。柔道にも熱心に取り組んでいたが、帰宅途中に野球部がグラウンドで練習する姿を見たことで野球に対する情熱が再燃し、1年生の終わりごろから軟式野球部に転部した。
智辯学園高等学校では3年春の第90回記念選抜高等学校野球大会にエースとして出場し、日大山形との初戦（2回戦）は5回2失点で勝利。創成館との3回戦では9回途中まで1失点と好投したが、試合は延長戦の末敗れた。同年夏は奈良大会準決勝で太田椋擁する天理に敗れた。1学年上に松本竜也、福元悠真、2学年上に村上頌樹がいた。
2019年に大阪商業大学へ進学。関西六大学野球連盟に所属する硬式野球部に入部すると、2年秋にリーグ最優秀投手に選出。3年春には5勝0敗、防御率0.28という好投を見せベストナインを受賞。リーグ戦通算では15勝1敗、防御率0.91を記録した。プロ志望届を提出したが、2022年のドラフト会議での指名はなかった。1学年下に上田大河、髙太一、2学年下に渡部聖弥、岡田皓一朗がいる。
2023年にNTT西日本へ入社。入社1年目の第94回都市対抗野球大会では三菱重工Eastとの初戦で先発して6回2失点と好投したが、試合は敗れた。入社2年目も主力選手として好投し、第95回都市対抗野球大会ではベスト8に進出させた。1学年上に泉口友汰がいる。
2024年10月24日に行われたドラフト会議で、抽選で金丸夢斗を外した阪神タイガースから1位指名を受けた。11月14日、契約金1億円プラス出来高払い3000万円、年俸1600万円で仮契約を結んだ（金額はいずれも推定）。背番号は18。担当スカウトは熊野輝光。

### 阪神時代
2025年、沖縄で行われた春季キャンプを一軍メンバーが集まる宜野座で完走すると、中継ぎとして開幕一軍入りを果たした。3月30日に行われた開幕3戦目・対広島東洋カープ戦（MAZDA Zoom-Zoom スタジアム広島）でプロ初登板（2回無失点）。4月2日の対横浜DeNAベイスターズ戦（京セラドーム大阪）では、同点の延長11回を無失点で抑えプロ初ホールドを記録した。その後も6試合連続無失点を記録するなどアピールを続け、4月20日の対広島戦（阪神甲子園球場）でプロ初先発登板。5回4安打無失点の好投で12球団新人最速となるプロ初勝利を挙げた。

## 詳細情報

### 記録
初記録
投手記録
- 初登板：2025年3月30日、対広島東洋カープ3回戦（MAZDA Zoom-Zoom スタジアム広島）、6回裏に3番手で救援登板、2回無失点[14]
- 初奪三振：同上、6回裏に森翔平から見逃し三振[14]
- 初ホールド：2025年4月2日、対横浜DeNAベイスターズ2回戦（京セラドーム大阪）、11回表に7番手で救援登板、1回無失点[18]
- 初先発登板・初勝利・初先発勝利：2025年4月20日、対広島東洋カープ6回戦（阪神甲子園球場）、5回無失点[19]

打撃記録
- 初打席：2025年4月20日、対広島東洋カープ6回戦（阪神甲子園球場）、2回裏に森翔平から遊ゴロ
- 初安打：2025年5月4日、対東京ヤクルトスワローズ7回戦（阪神甲子園球場）、5回裏に石川雅規から右前安打[20]

### 背番号
- 18（2025年[10] - ）